# I. e. 42
Évszázadok: i. e. 2. század – i. e. 1. század – 1. század
Évtizedek: i. e. 90-es évek – i. e. 80-as évek – i. e. 70-es évek – i. e. 60-as évek – i. e. 50-es évek – i. e. 40-es évek – i. e. 30-as évek – i. e. 20-as évek – i. e. 10-es évek – i. e. 1-es évek – 1-es évek
Évek: i. e. 47 – i. e. 46 – i. e. 45 –  i. e. 44 –  i. e. 43 – i. e. 42 – i. e. 41 – i. e. 40 – i. e. 39 – i. e. 38 – i. e. 37

## Események
- Az aleut-szigeteki Okmok vulkán kitörése miatt i. e. 43-ban és 42-ben 2 °C-kal csökken az átlaghőmérséklet. A Mediterráneumban helyenként 7 °C-kal hidegebb van az ilyenkor szokásosnál.

### Róma
- Marcus Aemilius Lepidust (másodszor) és Lucius Munatius Plancust választják consulnak. A szenátus formálisan istennek nyilvánítja Caesart.
- Brutus súlyos adókat szed a kis-ázsiai városoktól, hogy kellően erős hadsereget tudjon felállítani. A lükiai Xanthosz megtagadja a fizetést, mire Brutus megostromolja és elpusztítja a várost.
- Cassius meggyilkoltatja a tiltakozó III. Ariobarzanész kappadókiai királyt és öccsét, X. Ariarathészt ülteti a trónra.
- Brutus és Cassius 19 légiót (80 ezer embert) gyűjt és megindul Görögország felé. Szeptemberben átkelnek a Helleszpontoszon. II. Oródész pártus király segítséget ígér, de túl sokáig tart összeszedni csapatait. VII. Kleopátra a második triumvirátusnak küld támogatást, de a flottát egy vihar szétszórja és visszatérnek Egyiptomba.
- A nyár folyamán Antonius és Octavianus 28 légióval átkel a Balkánra, míg Lepidus két légióval Itáliában marad. Átkelésük után az Adriát a Cnaeus Domitius Ahenobarbus vezette republikánus hajóhad veszi hatalmába és elvágja őket az utánpótlástól. Octavianus betegsége miatt hátramarad Dyrrachiumban.
- A flottát Quintus Salvidienus Rufus vezetésével Szicíliába küldik, amelyet Sextus Pompeius kerített hatalmába; ám a Messinai-szorosban vereséget szenved. Pompeius így el tudja vágni a Hispániából és Africából érkező gabonaszállítmányok útját.
- Antonius nyolc légióval előreküldi Caius Norbanus Flaccust és Lucius Decidius Saxát, hogy derítsék fel az ellenség elhelyezkedését. Az előörs a délkelet-macedoniai Philippi városánál találkozik Brutus és Cassius főerejével, amelynek elállják az útját, de a bekerítést elkerülendő, végül kénytelenek visszavonulni.
- Október 3. – Az első philippi csatában a köztársaságiak döntetlen ütközetet vívnak a triumvirátussal. Brutus megfutamítja Octavianust és a táborát is elfoglalja; eközben Antonius legyőzi Cassiust, aki – miután azt a rémhírt kapja, hogy Brutus elesett – öngyilkosságot követ el. A csata napján Ahenobarbus szétveri az Octavianusnak utánpótlást és két légiónyi erősítést szállító flottát.
- Október 23. – A második philippi csatában Antonius és Octavianus döntő győzelmet ér el Brutus felett, aki öngyilkos lesz.
- Octavianus visszatér Rómába és 40 ezer veteránt telepít le Itáliában. Lepidustól elveszik a rábízott Hispaniát és Gallia Narbonensist, de megtarthatja Africát és Numidiát.

## Születések
- november 16. – Tiberius, római császár
- Marcus Claudius Marcellus, Julia Caesaris első férje, Octavianus veje.

## Halálozások
- október 3. – Caius Cassius Longinus római politikus, a Julius Caesar elleni összeesküvés egyik fő szervezője.
- október 23. – Marcus Iunius Brutus római politikus, a Julius Caesar elleni összeesküvés egyik fő szervezője.
- Caius Antonius, római politikus, Marcus Antonius testvére.
- Marcus Livius Drusus Claudianus, római politikus, Brutus támogatója
- Porcia Catonis, Ifjabb Cato lánya, Brutus felesége
- III. Ariobarzanész, kappadókiai király

## Fordítás
- Ez a szócikk részben vagy egészben  a(z)   42 av. J.-C. című francia Wikipédia-szócikk ezen változatának fordításán alapul.  Az eredeti cikk szerkesztőit annak laptörténete sorolja fel. Ez a jelzés csupán a megfogalmazás eredetét és a szerzői jogokat jelzi, nem szolgál a cikkben szereplő információk forrásmegjelöléseként.